# Séborrhée
La séborrhée est la sécrétion excessive de sébum (matière grasse) par les glandes sébacées de la peau.
Elle se manifeste en particulier lors de la puberté, c'est un dérèglement du fonctionnement des glandes sébacées. Dans certains cas, elle s'accompagne d'une desquamation, d'irritations et de démangeaisons, c'est la dermite séborrhéique. Dans d'autres cas, la séborrhée provoque une accumulation de sébum à la base du poil, qui peut devenir inflammatoire : l'acné.